# Хан, Гулам Исхак
Гулам Исхак Хан (20 января 1915, Ismael Khel, Пенджаб — 27 октября 2006, Пешавар, Пакистан) — пакистанский государственный деятель, президент Пакистана (1988—1993).

## Биография
Родился в пуштунской семье. Окончил Пешаварский университет, специализировался в химии и ботанике.
На государственной службе с 1940 года.
С 1947 г. — на службе в получившем независимость Пакистане:
- 1947—1955 гг. — секретарь главного министра Северо-Западной пограничной провинции, секретарь департамента ирригации,
- 1956—1958 гг. — министр внутренних дел, затем министр развития и ирригации провинции Синд.
- 1958—1961 гг. — глава секретариата министерства сельского хозяйства, член совета директоров Государственного Управления развития водных и энергетических ресурсов Пакистана
- 1961—1966 гг. — директор Государственного Управления развития водных и энергетических ресурсов Пакистана,
- 1966—1970 гг. — госсекретарь министерства финансов,
- 1970—1971 гг. — секретарь кабинета министров,
- 1971—1975 гг. — управляющий Государственного банка Пакистана. На этом посту выступал оппонентом экономической политики премьер-министра Зульфикара Али Бхутто.
- 1975—1977 гг. — госсекретарь министерства обороны, в этом качестве он сблизился с военными, в том числе и с будущим главой государства Мухаммедом Зия-уль-Хаком. Играл важную роль в развитии национальной ядерной программы.
- 1977—1985 гг. — министр финансов Пакистана. На этом посту активно проводил линию администрации Зия-уль-Хака на исламизацию экономики, модернизацию финансовой и банковской систем страны.
- 1985—1988 гг. — председатель сената.

В августе 1988 г. после гибели Зия-уль-Хака в авиакатастрофе стал исполняющим обязанности, а с 13 декабря 1988 — избранным президентом Пакистана (в голосовании коллегии выборщиков получил 348 голосов из 446, опередив трёх иных кандидатов и получив поддержку Пакистанской народной партии и Исламского демократического альянса, а также армии).
В августе 1990 г. сместил Беназир Бхутто с поста премьер-министра, обвинив правительство в коррупции и злоупотреблении властью. Однако, не найдя общего языка и с её преемником Навазом Шарифом, 18 апреля 1993 г. подписал декрет об отставке последнего с поста главы правительства. Это решение было признано неконституционным Верховным судом Пакистана, и 26 мая Шариф вернулся на свой пост. После этого противоречия только обострились, поскольку Шариф решил удалить из текста Конституции положения, предоставлявшие президенту право на роспуск высших органов государственной власти. Конфликт разрешился неожиданно: 17 июля оба политика были смещены со своих постов военными.
Находясь в отставке, вёл уединённый образ жизни, избегая контактов со СМИ.